# Cavasteron
Cavasteron es un género de arañas cazadoras de hormigas del orden Araneae. Fue descrito por Barbara Baehr y Rudy Jocqué en 2000.

## Especies
- Cavasteron agelenoides Baehr y Jocqué, 2000
- Cavasteron atriceps Baehr y Jocqué, 2000
- Cavasteron crassicalcar Baehr y Jocqué, 2000
- Cavasteron exquisitum Baehr y Jocqué, 2000
- Cavasteron guttulatum Baehr y Jocqué, 2000
- Cavasteron index Baehr y Jocqué, 2000
- Cavasteron lacertae Baehr y Jocqué, 2000
- Cavasteron margaretae Baehr y Jocqué, 2000
- Cavasteron martini Baehr y Jocqué, 2000
- Cavasteron mjoebergi Baehr y Jocqué, 2000
- Cavasteron tenuicalcar Baehr y Jocqué, 2000
- Cavasteron triunguis Baehr y Jocqué, 2000